# Tancrède Labbé
Pour les articles homonymes, voir Labbé.
Tancrède Labbé (né le 18 juin 1887 à East Broughton  – décédé le 13 décembre 1956 à Saint-Romuald) était un homme politique québécois. Il a été maire de la ville de Thetford Mines et ministre sans portefeuille dans le gouvernement de Maurice Duplessis.

## Biographie
(mars 2013).
Joseph Tancrède Labbé est né le 18 juin 1887 à East Broughton. Son père, Théophile Labbé, était un cultivateur. Il étudie au collège des Frères des écoles chrétiennes et fait son cours commercial à Ste-Marie-de-Beauce.
Il exerce d’abord le métier de commis dans un magasin général, puis devient le gérant de commerce en 1913. Il le reste jusqu’en 1919. Il devient ensuite épicier grossiste sous la raison sociale « Tancrède Labbé ltée ». En 1921, il participe à la fondation de la fabrique de crème glacée « les Produits Régal ltée ». Il devient également directeur de la compagnie minière Thetford Asbestos.
Le 27 juin 1911, il épouse Anna Lachance. Il est le père de François Labbé, fondateur du Réseau des Appalaches. Il est membre du Club Canadien, du Club Rotary et des Chevaliers de Colomb.

## Maire de Thetford Mines
Il est élu maire pour la première fois le 3 février 1931. Il est reconnu[Par qui ?] comme le maire qui réussit à mettre de l’ordre dans les finances municipales[réf. nécessaire]. Il est le premier maire à être rémunéré pour son travail (le conseil municipal lui vote un salaire de 800 $ par année). Il demeure en poste jusqu’à 1937.
Il est réélu maire par acclamation en 1947 et le demeure jusqu’à 1951. Il règle de façon définitive la question de l’heure avancée et des heures de travail[Quoi ?]. En raison du contexte de forte reprise économique des années d’après-guerre, comme son prédécesseur Jos. T. Beaudoin, il concentre son action dans le domaine de la voirie et des travaux publics tels que la réfection de l’aqueduc, la construction de viaducs et les réparations du pont sur la rue Notre-Dame. Il entreprend en outre la modernisation du service d’incendie.
L’élection de 1949 est contestée. En pleine grève de l’amiante, le maire Labbé retire le droit de vote à 772 électeurs locataires, en majorité des grévistes de l’amiante incapables d’acquitter leur compte de taxes municipales cette année-là. Il est réélu maire par une faible majorité de 130 voix, soit moins de 4 % des suffrages.

## Député de Mégantic
Labbé se présente d’abord comme candidat du Parti conservateur du Québec dans le comté de Mégantic en 1931, mais est défait par le ministre libéral Lauréat Lapierre. Il se présente à nouveau sous la bannière de l'Action libérale nationale en 1935 et remporte cette fois l’élection. Il reçoit alors l’aide de l’abbé Pierre Gravel, vicaire de la paroisse de St-Alphonse qui prend publiquement position pour l’alliance Gouin-Duplessis. Il se présente à nouveau sous la bannière de l'Union nationale en 1936 et est réélu. Lors de l’élection de 1939, il est battu par le libéral Louis Houde. Une élection partielle est tenue en 1940 sur à la démission de Louis Houle et Tancrède Labbé est élu pour la troisième fois. Il gagnera toutes les élections subséquentes jusqu’à son décès en 1956. Lors de l’élection de 1944, il obtient à nouveau le support de l’abbé Gravel, qui obtient du Bloc populaire qu’il ne présente pas de candidat dans le comté de Mégantic. En 1944, Labbé est nommé ministre sans portefeuille par Maurice Duplessis.
Il réussit par sa position dans le gouvernement Duplessis à obtenir pour la ville de Thetford Mines diverses subventions tant pour l’amélioration des infrastructures municipales (routes, ponts, etc.) que pour l’amélioration du service d’incendie, de police, de l’œuvre des terrains de jeux.

## Décès
Tancrède Labbé est mort en fonction le 13 décembre 1956 à Saint-Romuald, âgé de 69 ans.